# Sebastian Straub
Sebastian Straub (* 21. Januar 1810 in Unadingen; † 11. Dezember 1883 in Stockach) war ein deutscher Jurist und Politiker.

## Leben
Straub studierte Rechtswissenschaften in Freiburg im Breisgau. Während seines Studiums war er 1829 einer der Stifter der Burschenschaft Euthymia Freiburg.
Nach seinem Studium war er 1835 als Rechtspraktikant tätig und ab 1837 als Rechtsanwalt in Stockach. Dort war er von 1844 bis 1848 Bürgermeister. Von 1845 bis 1848 war er liberaler Abgeordneter der Zweiten Kammer des Badischen Landtags. Er war mit Friedrich Hecker befreundet, war mit dessen radikaler Einstellung letztlich jedoch nicht einverstanden, weshalb er 1848 in der Deutschen Revolution sein Landtagsmandat zurückgab und als Bürgermeister zurücktrat. Er arbeitete weiter als Rechtsanwalt in Stockach.
Sein Sohn war Roderich Straub.